# Theo Uden Masman
Theo Uden Masman (* 15. März 1901 in Cirebon (Java); † 27. Januar 1965 in Den Haag) war Pianist, Schallplattenimporteur und Journalist. 

## Leben
Er gründete 1926 die niederländische Jazzband The Original Ramblers Dance Orchestra, 1929 nahm die Band ihre ersten Platten auf. In den 1930er Jahren galt sie als niederländische führende und „progressivste“ Swingband, so der Hawkins-Biograph Teddy Doering. 1935 begleitete sie Coleman Hawkins bei seinem Niederlande-Aufenthalt und in der Folgezeit weitere große Jazzmusiker. Mit Hawkins fanden zwei Aufnahme-Sessions im Februar („I Wish I Were Twins“) und im August 1935 („Meditation“) statt. Arrangeur bei der zweiten Session war der Trompeter Jack Bulterman.
In den 1940er Jahren war die Band in Belgien fast populärer als in den Niederlanden und war auch in Deutschland bekannt. Nach dem Krieg blieb sie zunächst in Belgien, da sie durch Zusammenarbeit mit deutschen Propagandaorganisationen während des Krieges in ihrer Heimat Sympathien verspielt hatte. 1964 löste Masman wegen Gesundheitsproblemen die Band auf.